# آب‌گرم لاریجان
به علت شرایط خاص زمین‌شناختی در دامنه‌های البرز به ویژه اطراف قله دماوند، آب‌های معدنی با خواص مختلف درمانی وجود دارد که مهم‌ترین آنها در روستای آبگرم مجموعه‌ای جذاب را پدیدآورده‌است. روستای ییلاقی و خوش آب‌وهوای آب‌گرم در دامنهٔ قله دماوند قرار دارد. جاده دسترسی به آن پس از طی ۷۰ کیلومتر در مسیر توریستی هراز که شهر آمل را به تهران متصل می‌کند در محل گزنک بخش لاریجان از راه اصلی جدا شده و به سمت غرب در مسیر کوهستانی و آسفالته ادامه یافته و پس از عبور از روستای ییلاقی گزانه به آبگرم می‌رسد. آبهای گرم معدنی این روستا با حرارتی در حدود ۶۲ درجه سرشار از مواد گوگردی بوده و به همین دلیل برای درمان انواع بیماریهای پوستی، دردهای استخوان، مفاصل و روماتیسم مفید می‌باشد.

## تأسیسات آب درمانی
برای بهره بردن از آب گرم چشمه معدنی رینه لاریجان تأسیساتی مجهز به حوضچه‌های جکوزی و واحدهای اقامتی تأسیس شده‌اند که برای اسکان به صورت خانوادگی و تفریح نیم روزه هم علاوه بر اسکان شبانه مورد استفاده قرار می‌گیرند.

## تأسیسات اقامتی
واحدهای مجهز اقامتی با امکان استفاده از حوضچه‌های اختصاصی خانوادگی از آبگرم چشمه در منطقه برای اسکان مسافر با سوییت‌های کامل مبله وجود دارند.